# 樋野まつり
樋野 まつり（ひの まつり、1月24日 - ）は、日本の漫画家。北海道出身。血液型はB型。
1995年、「キスの本当の意味を教えて」で白泉社第40回ララまんが家スカウトコースのダイヤモンドルーキー賞を受賞。「この夢が覚めたら」で白泉社第9回ララまんがグランプリゴールドデビュー賞を受賞。同作品が『LaLa DX』9月10日号（白泉社）に掲載されデビュー。『LaLa』『LaLa DX』に作品を掲載し活躍。1999年、「とらわれの身の上」で第24回白泉社アテナ新人大賞デビュー優秀者賞を受賞。
代表作『ヴァンパイア騎士』は、2008年にテレビアニメ化された。
ペンネームの「まつり」は『創竜伝』のヒロイン鳥羽茉理の「茉理（まつり）」に由来している。

## 作品リスト
- とらわれの身の上（1999年 - 2002年、LaLa）- 単行本全5巻、愛蔵版全3巻
- めるぷり メルヘン☆プリンス（2002年 - 2004年、LaLa）- 単行本全4巻
- WANTED（2003年・2004年、LaLa DX）- 単行本全1巻
- ヴァンパイア騎士（2005年 - 2013年、LaLa）- 単行本全19巻、文庫版全10巻
- 手裏剣とプリーツ（2014年[3] -2015年 、LaLa） - 単行本全2巻
- ヴァンパイア騎士memories（2016年[4] - 2025年[5]、LaLa DX）- 単行本既刊10巻（2024年10月現在）